# عرقسوس شاحب الأزهار
عرقسوس شاحب الأزهار (الاسم العلمي:Glycyrrhiza pallidiflora) هو نوع من النباتات يتبع جنس العرقسوس من الفصيلة البقولية.